# Dead on Arrival
Dead on Arrival è il singolo di debutto del gruppo musicale Fall Out Boy, estratto dal loro primo album Take This to Your Grave e pubblicato il 4 aprile 2003.
Il brano è stata inserito anche in una compilation del settimanale musicale britannico Kerrang! ed è giocabile nel videogioco Rock Band. È stato anche incluso nella raccolta del 2009 dei Fall Out Boy Believers Never Die: Greatest Hits.

## Video musicale
Il video musicale è composto da varie clip che ritraggono la band che suona dal vivo in giro per gli Stati Uniti nei loro primi piccoli concerti. Nel video si può intravedere per un breve periodo in mezzo alla folla Jack Marin (bassista dei Cute Is What We Aim For). Le forze dell'ordine che compaiono nel video fanno parte del Dipartimento di polizia di Arlington Heights, che avevano il compito di fermare uno dei concerti della band, che poi è comunque ripreso dopo un colloquio con le forze dell'ordine, che sono state anche ringraziate per aver accettato di prendere parte alle riprese del video.